# Limnophora stuckenbergi
Limnophora stuckenbergi este o specie de muște din genul Limnophora, familia Muscidae, descrisă de Zielke în anul 1971.
Este endemică în Zimbabwe. Conform Catalogue of Life specia Limnophora stuckenbergi nu are subspecii cunoscute.